# Johnny & Jones
Johnny & Jones was een Amsterdams jazz-duo bestaande uit Nol (Arnold Siméon) van Wesel (Johnny) (3 augustus 1918 - 20 maart 1945) en Max (Salomon Meyer) Kannewasser (Jones) (24 september 1916 - 15 april 1945).

## Carrière

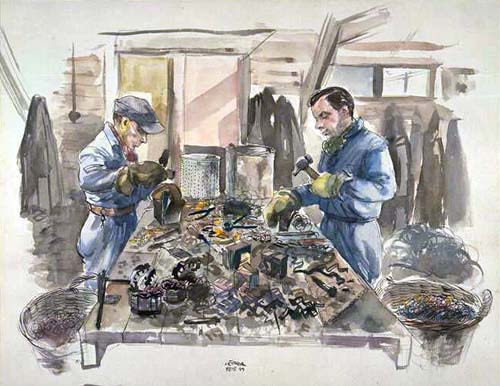
Van Wesel en Kannewasser tijdens sloopwerkzaamheden in Kamp Westerbork, tekening van Leo Kok uit 1944

Van Wesel en Kannewasser werkten beiden voor de Bijenkorf. In 1934 werden ze ontdekt, toen ze tijdens een personeelsfeest met het kwartet The Bijko Rhythm Stompers speelden. Twee jaar later gaven ze definitief hun baan op en begonnen met optredens onder de naam Johnny & Jones. Hun grootste hit werd Mijnheer Dinges weet niet wat swing is. Ze maakten jazzy liedjes begeleid op de gitaar, hun teksten, steevast met een Amerikaans accent uitgesproken, kenmerkten zich door humoristische parodieën op de actualiteit. Vanaf 1937 traden Johnny & Jones regelmatig op voor de VARA-radio en werden mateloos populair.

## Tweede Wereldoorlog
Vanwege hun Joodse afkomst mochten Johnny & Jones tijdens de Duitse bezetting nog alleen voor Joods publiek optreden, en vanaf 1941 helemaal niet meer. In 1943 werden ze samen met hun echtgenotes opgepakt en naar doorvoerkamp Westerbork gebracht. Ze werden tewerkgesteld als slopers van neergestorte oorlogsvliegtuigen. Bij een vliegtuigdemontage bij Weesp hebben ze van de gelegenheid gebruik gemaakt om in Amsterdam nog zes liedjes op te nemen, waaronder de Westerbork serenade.
In het kamp traden ze nog slechts eenmaal op onder de naam Jonny und Jones, aangezien in de revue slechts de Duitse taal toegestaan was die ze nauwelijks machtig waren. Ze traden nog wel informeel op in het koffiehuis.
Op 4 september 1944 werden Johnny & Jones tijdens een van de laatste transporten uit Westerbork naar achtereenvolgens de kampen Theresienstadt, Auschwitz, Sachsenhausen, Ohrdruf en Bergen-Belsen gedeporteerd. Uiteindelijk stierven ze van uitputting in de laatste oorlogsdagen van 1945.

## Discografie
- Mijnheer Dinges weet niet wat swing is (single, 1938) (componist Joop de Leur, tekst Max Kannewasser), Metro-muziek
- Two Kids and a Guitar, 1938-'40 (compilatie)
- We hoeven niet te hamsteren (1939)
- Maak het Donker in het Donker (19 juli 1940)
- Westerbork Serenade (1944)
- Johnny and Jones: Two Kids and a Guitar (album) (2000, compilatie)

## Postuum
De VARA produceerde in 1983 de radiodocumentaire Johnny & Jones: een legende.
In 2001 opende het Holland Festival met de première van de kameropera Johnny & Jones van De Nationale Opera in de stadsschouwburg van Amsterdam, dat de vraag centraal stelde of ze hadden kunnen onderduiken tijdens hun opname in Amsterdam. De opera ging gepaard met een tentoonstelling over het duo in het Verzetsmuseum. Eveneens werd er in hetzelfde jaar een documentaire over de opera en het duo gemaakt.

## Publicatie
Cees de Reus verrichte uitgebreid onderzoek naar het duo en bracht in 2021 het boek Johnny and Jones, van tieneridool tot nazislachtoffer uit.